# Gianni Lenoci
Gianni Lenoci (Monopoli, 6 giugno 1963 – San Giovanni Rotondo, 30 settembre 2019) è stato un pianista e compositore italiano.

## Biografia
Diplomato in pianoforte presso il Conservatorio "S. Cecilia" di Roma e in musica elettronica presso il Conservatorio "N. Piccinni" di Bari, Lenoci ebbe per maestri i pianisti Paul Bley e Mal Waldron, oltre ad aver studiato composizione con Giacomo Manzoni.
Collaborò con moltissimi artisti italiani e stranieri incidendo oltre 30 album e interpretò l’opera completa per strumento a tastiera di Johann Sebastian Bach.
Docente nei corsi di jazz presso il conservatorio “Nino Rota” di Monopoli a partire dal 1990, Lenoci aveva ottenuto numerosi riconoscimenti:  finalista all’European Jazz Competition di Leverkusen (1993), vinse un premio della Fondazione Acanthes di Parigi (1996); il Premio Internazionale della Società Italiana di Informatica Musicale per la composizione Notturno Frattale (1996) e l' E.Brown/M.Feldman Grant Program (2015).
Una recensione del suo album Existence (1995) citò l'attrazione di Lenoci per "l'indagine sulle scale di Paul Bley – cavalca verso il centro della melodia in ogni momento fino a trovare la scala per improvvisare, e quando lo fa, crea arpeggi e matasse di note ondeggianti quasi a coprirla, mentre apre un'altra porta".
Gianni Lenoci si è sposato con Annamaria da cui ha avuto due figli, Domenico e Martina. È venuto a mancare il 30 settembre 2019 a seguito di una lunga malattia a San Giovanni Rotondo.

## Discografia
L'asterisco (*) indica che l'anno è quello di pubblicazione.

### Come artista principale/comprimario
| Anno incisione | Titolo                                    | Etichetta             | Musicisti/Note |
| -------------- | ----------------------------------------- | --------------------- | --- |
| 1995           | Existence                                 | Splasc(h)             | Trio, con Augusto Mancinelli (basso), Roberto Gatto (batteria)                                                       |
| 1996*          | Blues Waltz                               | Splasc(h)             | Trio, con Bruno Tommaso (basso), Antonio Di Lorenzo (batteria)                                                       |
| 1998*          | Franco Degrassi Gianni Lenoci             | ASC                   | Duo, con Franco Degrassi                                                                                             |
| 1998           | All in Love Is Fair                       | Splasc(h)             | Trio, con Bruno Tommaso (basso), Antonio Di Lorenzo (batteria)                                                       |
| 2003           | Sur Une Balançoire                        | Ambiances Magnétiques | Duo, con Joëlle Léandre (contrabasso, voce)                                                                          |
| 2006*          | Ergskkem                                  | Silta                 | Trio, con Markus Stockhausen (tromba, flicorno), Giorgio Dini (basso)                                                |
| 2009           | Ephemeral Rhizome                         | Evil Rabbit           | Piano solo |
| 2010*          | Reciprocal Uncles                         | LongSong              | Duo, con Gianni Mimmo (sax soprano)                                                                                  |
| 2011*          | Secret Garden                             | Silta                 | Quartetto, con Gaetano Partipilo (alto sax), William Parker (basso), Marcello Magliocchi (batteria)                  |
| 2012           | Plaything                                 | NoBusiness            | Trio, con Kent Carter (basso), Bill Elgart (batteria)                                                                |
| 2013*          | Empty Chair                               | Silta                 | con Vittorio Gallo (sax soprano), Taylor Ho Bynum (cornetta), Pasquale Gadaleta (basso), Giacomo Mongelli (batteria) |
| 2013*          | Morton Feldman – For Bunita Marcus (1985) | Amirani               | Piano solo |

### Collaborazioni
| Anno incisione | Artista              | Titolo                              | Etichetta        |
| -------------- | -------------------- | ----------------------------------- | ---------------- |
| 1991           | Massimo Urbani       | Round About Max with Strings        | Sentemo          |
| 1999           | Eugenio Colombo      | Guida Blu                           | Splasc(h)        |
| 2002*          | Carlo Actis Dato     | Entomology                          | Setola Di Maiale |
| 2009*          | Stefano Luigi Mangia | Painting on Wood (Pittura Su Legno) | Leo              |